# Margaret Bell
Margaret Mary Bell (gift Ryan-Gibson), född 26 januari 1917 i Vancouver, British Columbia, Kanada, död 10 maj 1996, var en kanadensisk friidrottare med höjdhopp som huvudgren. Bell blev silvermedaljör vid den IV:e damolympiaden 1934 och var en pionjär inom damidrott.

## Biografi
Margaret Bell föddes i Vancouver.. Hon tävlade för idrottsföreningen "Vancouver Athletic Club".
1934 deltog hon vid den IV:e damolympiaden i London där hon vann silvermedalj i höjdhopp (delad med Mary Milne) med 1,525 meter, samma år deltog hon även vid British Empire Games i London där hon vann bronsmedalj i höjdhopp med 1,52 meter.
1936 deltog hon vid Olympiska sommarspelen i Berlin där hon slutade på en 9:e plats i höjdhoppstävlingen.
1938 tävlade hon vid British Empire Games i Sydney i höjdhopp där hon slutade på en 4:e plats med 1,58 meter.